# Absolute Dance opus 21
Absolute Dance opus 21 er den 21. udgivelse i kompilation-serien Absolute Dance, udgivet i 1998.

## Spor
1. Neja – "Restless" (Bum Bum Radio Edit)
2. 666 – "Amokk" (Radio Mix)
3. Cartoons – "Doodah !" (Extended Technobilly Spass Mix)
4. Zoom – "Take Everything" (Radio Version)
5. Five – "Got The Feelin'" (Radio Edit)
6. Billie – "Because We Want To" (Radio Mix)
7. Storm – "Storm" (Radio Mix)
8. Baby Bumps – "Burning" (The Blockster Edit)
9. Bluebeat – "Rio" (Bluebeat Radio Version)
10. The Threesome Allstars – "Shimmy (Let's Move!)" (Radio Mix)
11. Ace Of Base – "Cruel Summer" (SoulPoets House Bust)
12. Gaya' – "It's Love" (Get-Far Radio Version)
13. Mantronik vs. EPMD – "Strictly Business" (Mantronik MBA Radio Edit)
14. Vengaboys – "Up and Down" (Airplay)
15. Santos & Sabino – "Lararari... (Canzone Felice)" (Santos Disco Radio Re-Edit)
16. Ultra Naté – "New Kind of Medicine" (Radio Edit)
17. The PC Groove Sensation – "Givin' It Up" (Beatmasters 7" Mix)
18. Cargo – "Cargo (The Horn)" (Radio Cut)
19. Sweetbox – "Shout (Let It All Out)" (Radio Version)